# Mercedes-Benz SLR McLaren
Mercedes-Benz SLR McLaren je supersportski automobil njemačkog proizvođača Mercedes-Benza i engleskog proizvođača McLarena. Ovo je najjači automobil s automatskim mjenjačem u svijetu. SLR na njemačkom jeziku znači Sport, Leicht, Rennsport, u prijevodu sportski, lagan, trkaći. Koristi 5.4 litreni AMG-ov V8 motor potpomognut superpunjačem. Proizvodnja je počela 2003. te je najavljena proizvodnja 3500 automobila, tj. svake godine njih 500. Cijena jednog modela je u 2007. počinjala na 475.000 EUR. 

## Verzije

### 722 Edition
Ova verzija se pojavila 2005. godine kao podsjetnik na 50 godina od pobjede Stirlinga Mossa na legendarnoj utrci Mille Miglia u Mercedesu SLR-u 300. Broj 722 označava vrijeme starta u 7.22 sati. Snaga je povećana na 650 KS, dok je ovjes spušten za 10 mm. Dodani su i novi aerodinamični dodaci, crne 19-inčne aluminijske felge i veći prednji diskovi.

### Roadster
Otvorena verzija SLR-a u prodaji se pojavila u rujnu 2007. Koristi isti motor kao SLR coupe. Krov nije aluminijski zbog uštede na težini. Glavni suparnik na tržištu mu je Pagani Zonda F Roadster.

### 722 GT
Ovo je zapravo SLR 722 namijenjen utrkama. Otvori na prednjem kraju su povećani zbog boljeg dotoka zraka u motor. U odnosu na SLR kupe ima čak 398 kg manje, ukupno 1300 kg. Proizvedeno je samo 21 primjeraka što ga čini jednim od najrjeđih automobila na svijetu, a jedan od poznatijih vlasnika je David Coulthard. Jedan primjerak je prodan u Hrvatskoj po cijeni višoj od 700.000 eura.

### 722 Edition Roadster
Predstavljen je u listopadu 2008. godine i odmah proglašen najbržim kabrioletom na svijetu. Koristi isti motor kao 722 Edition s 650 KS.

### Speedster
Za zaključenje suradnje s McLarenom, Mercedes je odlučio proizvesti Speedster, model bez krova, prozora i vjetrobranskog stakla i Gullwing vratima. Time je ušteđeno 200 kg. Bit će proizvedeno samo 75 primjeraka.

## Performanse

### SLR
- 0-100 km/h - 3,8 s
- 0-200 km/h - 10,6 s
- 0-300 km/h - 28,8 s
- Maksimalna brzina - 334 km/h

### SLR 722
- 0-100 km/h - 3,6 s
- 0-200 km/h - 10,2 s
- 0-300 Km/h - 21,4 s
- Maksimalna brzina - 337 km/h

## Galerija
- 722 Edition
- Pogled ostraga
- Roadster
- 722 S Roadster
- Pogled ostraga na Roadster

## Vanjske poveznice
- Mercedes-Benz Hrvatska